# Loricariichthys microdon
Loricariichthys microdon är en fiskart som först beskrevs av Eigenmann, 1909.  Loricariichthys microdon ingår i släktet Loricariichthys och familjen Loricariidae. Inga underarter finns listade i Catalogue of Life.